# Llista de topònims d'Argentona
Llista de topònims (noms propis de lloc) del municipi d'Argentona, al Maresme
Informació actualitzada per un bot. Els canvis manuals es perdran quan s'actualitzi!

## arbre singular
| imatge | Nom                                                             | Ubicat a  | instància de   | Detalls                                      | coordenades                                                                                                | Protecció | Commons (més fotos) | Dades a WD                    |
| ------ | --------------------------------------------------------------- | --------- | -------------- | -------------------------------------------- | --- | --------- | ------------------- | ----------------------------- |
|        | Cirerer Gros de la Font del Ferro d'Argentona                   | Argentona | arbre singular | Taxon: cirerer (Prunus avium)                | 41° 32′ 38″ N, 2° 23′ 23″ E / 41.543947222222°N,2.3896888888889°E                                          |           |                     | Modifica les dades a Wikidata |
|        | Eucaliptus de Can Balançó                                       | Argentona | arbre singular |                                              | 41° 32′ 48″ N, 2° 25′ 12″ E / 41.54671°N,2.41994°E ca:Veïnat de Sant Jaume. Finca de Can Balançó           |           |                     | Modifica les dades a Wikidata |
|        | Eucaliptus de can Marfà                                         | Argentona | arbre singular |                                              | 41° 33′ 22″ N, 2° 24′ 41″ E / 41.55602°N,2.41133°E ca:Finca de Can Marfà                                   |           |                     | Modifica les dades a Wikidata |
|        | Eucaliptus de can Pardal                                        | Argentona | arbre singular | Taxon: eucaliptus blau (Eucalyptus globulus) | 41° 32′ 08″ N, 2° 24′ 46″ E / 41.53557°N,2.41265°E ca:Veïnat de Sant Jaume. Finca de Can Pardal            |           |                     | Modifica les dades a Wikidata |
|        | Pins Grans del Torrent de Vera / Pins de la Carretera de Mataró | Argentona | arbre singular |                                              | 41° 32′ 49″ N, 2° 24′ 55″ E / 41.54695°N,2.41534°E ca:Torrent de Vera                                      |           |                     | Modifica les dades a Wikidata |
|        | alzina de l'Espinal                                             | Argentona | arbre singular | Taxon: alzina (Quercus ilex)                 | 41° 35′ 33″ N, 2° 22′ 28″ E / 41.592405°N,2.374426°E                                                       |           | Alzina de l'Espinal | Modifica les dades a Wikidata |
|        | alzina de la Plana de l'Arròs                                   | Argentona | arbre singular | Taxon: alzina (Quercus ilex)                 | 41° 32′ 13″ N, 2° 24′ 55″ E / 41.53704°N,2.41526°E ca:Veïnat del Cros. Plana de l'Arròs                    |           |                     | Modifica les dades a Wikidata |
|        | lledoner de can Marfà                                           | Argentona | arbre singular |                                              | 41° 33′ 21″ N, 2° 24′ 36″ E / 41.55574°N,2.40993°E ca:Veïnat de la Pujada, Finca de Can Marfà              |           |                     | Modifica les dades a Wikidata |
|        | olivera de can Martí de la Pujada                               | Argentona | arbre singular |                                              | 41° 34′ 16″ N, 2° 24′ 34″ E / 41.57123°N,2.40957°E ca:Veïnat de la Pujada. Finca de Can Martí de la Pujada |           |                     | Modifica les dades a Wikidata |
|        | pi de Can Riudemeia                                             | Argentona | arbre singular | Taxon: pi pinyer (Pinus pinea)               | 41° 34′ 14″ N, 2° 21′ 54″ E / 41.570683°N,2.365136°E                                                       |           | Pi de Can Riudemeia | Modifica les dades a Wikidata |
|        | pi de l'Espinal                                                 | Argentona | arbre singular | Taxon: pi pinyer (Pinus pinea)               | 41° 35′ 20″ N, 2° 22′ 29″ E / 41.588939°N,2.374771°E                                                       |           |                     | Modifica les dades a Wikidata |
|        | Àlber de can Marfà                                              | Argentona | arbre singular |                                              | 41° 33′ 21″ N, 2° 24′ 34″ E / 41.55571°N,2.40936°E ca:Veïnat de la Pujada                                  |           |                     | Modifica les dades a Wikidata |

## assentament humà
| imatge | Nom        | Ubicat a  | instància de     | Detalls | coordenades                                                   | Protecció | Commons (més fotos) | Dades a WD                    |
| ------ | ---------- | --------- | ---------------- | ------- | ------------------------------------------------------------- | --------- | ------------------- | ----------------------------- |
|        | Can Barrau | Argentona | assentament humà |         | 41° 33′ 12″ N, 2° 23′ 45″ E / 41.553232°N,2.395906°E 120 msnm |           |                     | Modifica les dades a Wikidata |
|        | Dalipà     | Argentona | assentament humà |         | 41° 33′ 18″ N, 2° 23′ 30″ E / 41.554894°N,2.391609°E 180 msnm |           |                     | Modifica les dades a Wikidata |
|        | la Plana   | Argentona | assentament humà |         | 41° 33′ 22″ N, 2° 23′ 39″ E / 41.556121°N,2.394109°E 164 msnm |           |                     | Modifica les dades a Wikidata |

## casa
| imatge | Nom                             | Ubicat a  | instància de               | Detalls                                                                             | coordenades | Protecció                                            | Commons (més fotos)             | Dades a WD                    |
| ------ | ------------------------------- | --------- | -------------------------- | ----------------------------------------------------------------------------------- | --- | ---------------------------------------------------- | ------------------------------- | ----------------------------- |
|        | Ca l'Alzina                     | Argentona | casa                       | Arquitecte: Adolf Ruiz i Casamitjana Estil: modernisme català 20th century          | 41° 32′ 57″ N, 2° 23′ 39″ E / 41.549151°N,2.394101°E ca:C. Nostra Sra. de la Salut, 18 111 msnm                                                 | bé cultural d'interès local                          | Ca l'Alzina (Argentona)         | Modifica les dades a Wikidata |
|        | Ca l'Ametlla                    | Argentona | casa                       | Estil: gòtic tardà arquitectura popular                                             | 41° 33′ 14″ N, 2° 24′ 02″ E / 41.553903°N,2.400471°E 89 msnm                                                                                    | bé cultural d'interès local                          | Casa Gòtica (Argentona)         | Modifica les dades a Wikidata |
|        | Ca l'Espasa                     | Argentona | casa                       | 19th century                                                                        | 41° 33′ 04″ N, 2° 23′ 52″ E / 41.551104°N,2.39788°E ca:Pg. Baró de Viver, 24 95 msnm                                                            | bé cultural d'interès local                          | Ca l'Espasa (Argentona)         | Modifica les dades a Wikidata |
|        | Ca la Mari                      | Argentona | casa                       | 19th century                                                                        | 41° 33′ 17″ N, 2° 24′ 04″ E / 41.55474°N,2.401053°E ca:C. Gran, 37 82 msnm                                                                      | bé cultural d'interès local                          | Ca la Mari (Argentona)          | Modifica les dades a Wikidata |
|        | Cal Bolero                      | Argentona | casa                       |                                                                                     | 41° 33′ 18″ N, 2° 24′ 05″ E / 41.555092°N,2.401367°E                                                                                            | bé cultural d'interès local                          |                                 | Modifica les dades a Wikidata |
|        | Cal Genet                       | Argentona | casa                       | 17th century                                                                        | 41° 33′ 13″ N, 2° 24′ 01″ E / 41.553629°N,2.400309°E ca:C. Lladó, 10-14 86 msnm                                                                 | bé cultural d'interès local                          | Cal Genet (Argentona)           | Modifica les dades a Wikidata |
|        | Can Baladia                     | Argentona | casa                       | Estil: modernisme català 19th century                                               | 41° 32′ 58″ N, 2° 23′ 47″ E / 41.549447°N,2.396302°E ca:Passeig del Baró de Viver, 56                                                           | bé cultural d'interès local                          | Can Baladia (Argentona)         | Modifica les dades a Wikidata |
|        | Can Baletes                     | Argentona | casa                       | Estil: arquitectura popular 19th century                                            | 41° 32′ 19″ N, 2° 24′ 53″ E / 41.53848°N,2.41486°E ca:Veïnat del Cros, al final del camí de Can Baletes, darrera la Font de la Plaça de l'Arròs |                                                      |                                 | Modifica les dades a Wikidata |
|        | Can Blanquelles                 | Argentona | casa                       | 19th century                                                                        | 41° 33′ 07″ N, 2° 23′ 54″ E / 41.551841°N,2.398403°E ca:Pg. Baró de Viver, 8 93 msnm                                                            | bé cultural d'interès local                          | Can Blanquelles                 | Modifica les dades a Wikidata |
|        | Can Fontdevila                  | Argentona | casa                       | 20th century                                                                        | 41° 33′ 02″ N, 2° 23′ 51″ E / 41.550577°N,2.397602°E ca:Pg. Baró de Viver, 34 95 msnm                                                           | bé cultural d'interès local                          | Can Fontdevila (Argentona)      | Modifica les dades a Wikidata |
|        | Can Gallart                     | Argentona | casa                       | 20th century                                                                        | 41° 33′ 09″ N, 2° 24′ 19″ E / 41.552462°N,2.405258°E ca:Av. Catalunya, 8 79 msnm                                                                | bé cultural d'interès local                          | Can Gallart (Argentona)         | Modifica les dades a Wikidata |
|        | Can Garí del Cros               | Argentona | casa                       | Arquitecte: Josep Puig i Cadafalch Estil: modernisme català 1899                    | 41° 32′ 09″ N, 2° 24′ 47″ E / 41.5359°N,2.41292°E ca:Veïnat del Cros, entre B-506 i C-32                                                        | bé d'interès cultural bé cultural d'interès nacional | Casa Garí                       | Modifica les dades a Wikidata |
|        | Can Ginestà                     | Argentona | casa                       | 19th century                                                                        | 41° 33′ 00″ N, 2° 23′ 53″ E / 41.549914°N,2.397929°E ca:Pl. Ballot, 3 95 msnm                                                                   | bé cultural d'interès local                          | Can Ginestà (Argentona)         | Modifica les dades a Wikidata |
|        | Can Guardiola                   | Argentona | casa habitatge unifamiliar | Arquitecte: Oriol Bohigas i Guardiola Estil: racionalisme arquitectònic 1954        | 41° 33′ 13″ N, 2° 23′ 54″ E / 41.553715°N,2.398447°E ca:C. Colom, 19 - c. Sant Domènec 100 msnm                                                 | bé cultural d'interès local                          | Can Guardiola (Argentona)       | Modifica les dades a Wikidata |
|        | Can Manyana                     | Argentona | casa                       |                                                                                     | 41° 32′ 57″ N, 2° 22′ 13″ E / 41.54903°N,2.37023°E ca:Veïnat de Clarà. Final del Camí de Can Manyana                                            |                                                      |                                 | Modifica les dades a Wikidata |
|        | Can Marfà                       | Argentona | casa                       | Estil: arquitectura modernista 19th century                                         | 41° 33′ 02″ N, 2° 23′ 52″ E / 41.550556°N,2.397778°E ca:Plaça Ballot, 14 95 msnm                                                                | bé cultural d'interès local                          | Can Marfà (Argentona)           | Modifica les dades a Wikidata |
|        | Can Maynou                      | Argentona | casa                       | Estil: arquitectura modernista                                                      | 41° 33′ 15″ N, 2° 23′ 55″ E / 41.554195°N,2.398689°E ca:Carrer Santa Sofia, 3-5                                                                 |                                                      | Can Maynou (Argentona)          | Modifica les dades a Wikidata |
|        | Can Mercader                    | Argentona | casa                       | Estil: arquitectura modernista 19th century                                         | 41° 33′ 05″ N, 2° 23′ 54″ E / 41.551487°N,2.398323°E ca:Passeig Baró de Viver, 17 93 msnm                                                       | bé cultural d'interès local                          | Can Mercader (Argentona)        | Modifica les dades a Wikidata |
|        | Can Mosco                       | Argentona | casa                       | Estil: racionalisme arquitectònic 20th century                                      | 41° 33′ 04″ N, 2° 24′ 07″ E / 41.551216°N,2.401954°E ca:Pg. Marina Julià, 45 72 msnm                                                            | bé cultural d'interès local                          | Can Mosco                       | Modifica les dades a Wikidata |
|        | Can Peix i Mas Grau             | Argentona | casa                       | 16th century                                                                        | 41° 32′ 56″ N, 2° 23′ 51″ E / 41.548843°N,2.397509°E ca:C. Antoni de Moragas, 16 91 msnm                                                        | bé cultural d'interès local                          | Can Peix i Mas Grau             | Modifica les dades a Wikidata |
|        | Can Rectoret                    | Argentona | casa                       | 19th century                                                                        | 41° 33′ 01″ N, 2° 23′ 51″ E / 41.550297°N,2.397436°E ca:Pg. Baró de Viver, 38 97 msnm                                                           | bé cultural d'interès local                          | Can Rectoret (Argentona)        | Modifica les dades a Wikidata |
|        | Can Roldós                      | Argentona | casa                       | 20th century                                                                        | 41° 33′ 05″ N, 2° 24′ 02″ E / 41.551461°N,2.40069°E ca:Pg. Marina Julià, 20-22 80 msnm                                                          | bé cultural d'interès local                          | Can Roldós                      | Modifica les dades a Wikidata |
|        | Can Santiago Marfà              | Argentona | casa                       | 19th century                                                                        | 41° 33′ 24″ N, 2° 24′ 38″ E / 41.55661°N,2.41063°E ca:Veïnat de la Pujada. Camí de Can Marfà                                                    |                                                      |                                 | Modifica les dades a Wikidata |
|        | Can Villaronga                  | Argentona | casa                       | 20th century                                                                        | 41° 33′ 12″ N, 2° 23′ 54″ E / 41.553417°N,2.398246°E ca:C. Sant Domènec, 12 100 msnm                                                            | bé cultural d'interès local                          | Can Villaronga (Argentona)      | Modifica les dades a Wikidata |
|        | Casa Fontdevila                 | Argentona | casa                       | Estil: arquitectura modernista 1900                                                 | 41° 33′ 02″ N, 2° 23′ 51″ E / 41.550598°N,2.397487°E ca:Passeig Baró de Viver, 34                                                               |                                                      |                                 | Modifica les dades a Wikidata |
|        | Casa Josep A. Massip            | Argentona | casa                       | Arquitecte: Josep Font i Gumà Estil: arquitectura modernista 20th century           | 41° 32′ 59″ N, 2° 23′ 53″ E / 41.549722°N,2.398056°E ca:Plaça Ballot, 6 91 msnm                                                                 | bé cultural d'interès local                          | Casa Josep A. Massip            | Modifica les dades a Wikidata |
|        | Casa Pagès                      | Argentona | casa                       | Arquitecte: Josep Font i Gumà Estil: arquitectura modernista 1903                   | 41° 33′ 00″ N, 2° 23′ 52″ E / 41.54987°N,2.397734°E ca:Plaça Ballot, 6                                                                          |                                                      |                                 | Modifica les dades a Wikidata |
|        | Casa Puig i Cadafalch           | Argentona | casa                       | Arquitecte: Josep Puig i Cadafalch Estil: modernisme català arquitectura modernista | 41° 33′ 17″ N, 2° 24′ 01″ E / 41.5548443°N,2.4002673°E ca:Carrer de Dolors Monserdà, 3-5                                                        | bé d'interès cultural bé cultural d'interès nacional | Casa Puig i Cadafalch           | Modifica les dades a Wikidata |
|        | Cases d'en Fortí                | Argentona | casa                       | Estil: arquitectura popular 17th century                                            | 41° 33′ 17″ N, 2° 24′ 00″ E / 41.554773°N,2.399899°E ca:C. Torres i Bages, 27-31 89 msnm                                                        | bé cultural d'interès local                          | Cases d'en Fortí                | Modifica les dades a Wikidata |
|        | Cases d'en Quim                 | Argentona | casa                       | 19th century                                                                        | 41° 33′ 03″ N, 2° 23′ 52″ E / 41.55077°N,2.397873°E ca:Pg. Baró de Viver, 25-41 96 msnm                                                         | bé cultural d'interès local                          | Cases d'en Quim                 | Modifica les dades a Wikidata |
|        | Cases d'en Vergés               | Argentona | casa                       | 20th century                                                                        | 41° 33′ 07″ N, 2° 24′ 00″ E / 41.551944°N,2.399907°E ca:C. Marina Julià, 11-17 82 msnm                                                          | bé cultural d'interès local                          | Cases d'en Vergés               | Modifica les dades a Wikidata |
|        | Casetes                         | Argentona | casa                       | 19th century                                                                        | 41° 33′ 07″ N, 2° 23′ 55″ E / 41.551989°N,2.398634°E ca:Pg. Baró de Viver, 3-13 90 msnm                                                         | bé cultural d'interès local                          | Casetes (Argentona)             | Modifica les dades a Wikidata |
|        | Masoveria de Can Garí           | Argentona | casa                       | Arquitecte: Lluís Bonet i Garí Estil: arquitectura modernista 20th century          | 41° 32′ 11″ N, 2° 24′ 46″ E / 41.53648°N,2.412811°E ca:Veïnat de Cros                                                                           |                                                      |                                 | Modifica les dades a Wikidata |
|        | Pay-pay                         | Argentona | casa                       | 20th century                                                                        | 41° 33′ 08″ N, 2° 23′ 55″ E / 41.552335°N,2.39853°E ca:C. Josep Solé, 54-56 87 msnm                                                             | bé cultural d'interès local                          | Pay-pay                         | Modifica les dades a Wikidata |
|        | Torre Blanca                    | Argentona | casa                       | 20th century                                                                        | 41° 33′ 06″ N, 2° 23′ 55″ E / 41.55173°N,2.398495°E ca:Pg. Baró de Viver, 15 93 msnm                                                            | bé cultural d'interès local                          | Torre Blanca (Argentona)        | Modifica les dades a Wikidata |
|        | Torre Ruiz                      | Argentona | casa                       | Arquitecte: Adolf Ruiz i Casamitjana Estil: arquitectura modernista 1904            | 41° 32′ 58″ N, 2° 23′ 37″ E / 41.54932°N,2.393689°E ca:Mare de Déu de la Salut,18                                                               |                                                      |                                 | Modifica les dades a Wikidata |
|        | Vil·la Eulàlia i Vil·la Florida | Argentona | casa                       | 20th century                                                                        | 41° 33′ 04″ N, 2° 24′ 05″ E / 41.551182°N,2.401448°E ca:Pg. Marina Julià, 30-32 75 msnm                                                         | bé cultural d'interès local                          | Vil·la Eulàlia i Vil·la Florida | Modifica les dades a Wikidata |
|        | Vil·la Maricel                  | Argentona | casa                       | 20th century                                                                        | 41° 33′ 08″ N, 2° 23′ 55″ E / 41.552154°N,2.398735°E ca:Pg. Baró de Viver, 1 87 msnm                                                            | bé cultural d'interès local                          | Vil·la Maricel (Argentona)      | Modifica les dades a Wikidata |
|        | Vil·la Marina                   | Argentona | casa                       | 19th century                                                                        | 41° 33′ 03″ N, 2° 23′ 51″ E / 41.550709°N,2.397612°E ca:Pg. Baró de Viver, 32 95 msnm                                                           | bé cultural d'interès local                          | Vil·la Marina (Argentona)       | Modifica les dades a Wikidata |
|        | Xalets Balanzó                  | Argentona | casa                       | 20th century                                                                        | 41° 33′ 05″ N, 2° 24′ 05″ E / 41.551384°N,2.401389°E ca:Pg. Marina Julià, 35-37 78 msnm                                                         | bé cultural d'interès local                          | Xalets Balanzó                  | Modifica les dades a Wikidata |
|        | Xalets Julià Lledó              | Argentona | casa                       | 19th century                                                                        | 41° 33′ 04″ N, 2° 23′ 53″ E / 41.551233°N,2.397958°E ca:Pg. Baró de Viver, 16-22 95 msnm                                                        | bé cultural d'interès local                          | Xalets Julià Lledó              | Modifica les dades a Wikidata |
|        | Xalets Roure                    | Argentona | casa                       | 20th century                                                                        | 41° 33′ 07″ N, 2° 24′ 03″ E / 41.552012°N,2.400719°E ca:C. Narcís Monturiol, 8-18 80 msnm                                                       | bé cultural d'interès local                          | Xalets Roure                    | Modifica les dades a Wikidata |
|        | el Viver                        | Argentona | casa                       |                                                                                     | 41° 32′ 49″ N, 2° 24′ 26″ E / 41.547°N,2.407276°E                                                                                               | bé cultural d'interès local                          |                                 | Modifica les dades a Wikidata |

## creu de terme
| imatge | Nom                            | Ubicat a  | instància de  | Detalls | coordenades                                                                           | Protecció                   | Commons (més fotos)                        | Dades a WD                    |
| ------ | ------------------------------ | --------- | ------------- | ------- | ------------------------------------------------------------------------------------- | --------------------------- | ------------------------------------------ | ----------------------------- |
|        | creu de terme de Can Mercader  | Argentona | creu de terme |         | 41° 33′ 15″ N, 2° 24′ 36″ E / 41.554293°N,2.409927°E                                  | bé cultural d'interès local |                                            | Modifica les dades a Wikidata |
|        | creu de terme de Sant Sebastià | Argentona | creu de terme |         | 41° 33′ 27″ N, 2° 24′ 02″ E / 41.557445°N,2.400691°E ca:Sant Sebastià de Dalt 91 msnm | bé cultural d'interès local | Creu de terme de Sant Sebastià (Argentona) | Modifica les dades a Wikidata |

## edifici
| imatge | Nom                                                    | Ubicat a  | instància de  | Detalls                                                                  | coordenades                                                                                         | Protecció                                  | Commons (més fotos)                               | Dades a WD                    |
| ------ | ------------------------------------------------------ | --------- | ------------- | ------------------------------------------------------------------------ | --------------------------------------------------------------------------------------------------- | ------------------------------------------ | ------------------------------------------------- | ----------------------------- |
|        | Antiga Casa de la Vila                                 | Argentona | edifici       | Estil: arquitectura gòtica arquitectura popular                          | 41° 33′ 21″ N, 2° 24′ 01″ E / 41.555747222222°N,2.4003111111111°E ca:Gran, 61 94 msnm               | bé cultural d'interès local                | Antiga Casa de la Vila (Argentona)                | Modifica les dades a Wikidata |
|        | Can Cusany                                             | Argentona | edifici       | Estil: arquitectura popular                                              | 41° 32′ 12″ N, 2° 24′ 43″ E / 41.536639°N,2.41202°E 50 msnm                                         | bé cultural d'interès local                |                                                   | Modifica les dades a Wikidata |
|        | Caseta d'aigües                                        | Argentona | edifici       | 1909                                                                     | 41° 34′ 24″ N, 2° 22′ 27″ E / 41.57345°N,2.37412°E ca:Veïnat de Pins. Camí de Can Riudemeia         |                                            |                                                   | Modifica les dades a Wikidata |
|        | Escoles municipals                                     | Argentona | edifici       | Estil: noucentisme                                                       | 41° 33′ 12″ N, 2° 24′ 04″ E / 41.553277777778°N,2.4011972222222°E 78 msnm                           | bé cultural d'interès local                | Escoles municipals (Argentona)                    | Modifica les dades a Wikidata |
|        | Glorieta al passeig Baró de Viver, 14                  | Argentona | edifici       | Estil: historicisme arquitectònic 20th century                           | 41° 33′ 06″ N, 2° 23′ 50″ E / 41.551616°N,2.397239°E ca:Pg. Baró de Viver, 14 - rda. Ponent 95 msnm | bé cultural d'interès local                | Glorieta al passeig Baró de Viver, 14 (Argentona) | Modifica les dades a Wikidata |
|        | Hotel Colon                                            | Argentona | edifici       | Estil: modernisme català 20th century                                    | 41° 33′ 15″ N, 2° 24′ 11″ E / 41.554033°N,2.403053°E ca:C. Puig i Cadafalch, 16-18 74 msnm          | bé cultural d'interès local                | Hotel Colon (Argentona)                           | Modifica les dades a Wikidata |
|        | Museu del Càntir                                       | Argentona | edifici museu | 1975-08-03 Superfície: 800m²                                             | 41° 33′ 15″ N, 2° 24′ 02″ E / 41.55408611°N,2.40051944°E ca:Plaça de l'Església, 9                  | bé cultural d'interès local                | Museu del Càntir (Argentona)                      | Modifica les dades a Wikidata |
|        | Xalets de la Font Picant                               | Argentona | edifici       | Estil: arquitectura modernista 20th century Estat: enderrocat o destruït | 41° 32′ 46″ N, 2° 23′ 50″ E / 41.546111°N,2.397222°E ca:Passeig Baró de Viver, 16-22 110 msnm       | bé integrant del patrimoni cultural català | Xalets de la Font Picant                          | Modifica les dades a Wikidata |
|        | caseta d'aigües prop de l'antiga carretera d'Argentona | Argentona | edifici       | 20th century                                                             | 41° 32′ 51″ N, 2° 24′ 58″ E / 41.54751°N,2.41603°E ca:Veïnat de Sant Jaume                          |                                            |                                                   | Modifica les dades a Wikidata |
|        | la Sala                                                | Argentona | edifici       | Estil: historicisme arquitectònic 20th century                           | 41° 33′ 15″ N, 2° 24′ 12″ E / 41.554278°N,2.403346°E ca:Pl. Nova, 14 75 msnm                        | bé cultural d'interès local                | La Sala (Argentona)                               | Modifica les dades a Wikidata |

## element arquitectònic
| imatge | Nom                          | Ubicat a  | instància de          | Detalls      | coordenades                                                                                     | Protecció                   | Commons (més fotos)          | Dades a WD                    |
| ------ | ---------------------------- | --------- | --------------------- | ------------ | ----------------------------------------------------------------------------------------------- | --------------------------- | ---------------------------- | ----------------------------- |
|        | Balcó de Cal Manyà           | Argentona | element arquitectònic | 20th century | 41° 33′ 13″ N, 2° 24′ 01″ E / 41.553669°N,2.40041°E ca:C. Lladó, 8 86 msnm                      | bé cultural d'interès local | Balcó de Cal Manyà           | Modifica les dades a Wikidata |
|        | Tanca i glorieta de Can Damm | Argentona | element arquitectònic | 20th century | 41° 32′ 58″ N, 2° 23′ 34″ E / 41.549543°N,2.392666°E ca:C. Nostra Sra. de la Salut, 30 122 msnm | bé cultural d'interès local | Tanca i glorieta de Can Damm | Modifica les dades a Wikidata |

## entitat singular de població
| imatge | Nom                 | Ubicat a  | instància de                                                                   | Detalls                         | coordenades                                                                | Protecció | Commons (més fotos) | Dades a WD                    |
| ------ | ------------------- | --------- | ------------------------------------------------------------------------------ | ------------------------------- | -------------------------------------------------------------------------- | --------- | ------------------- | ----------------------------- |
|        | Argentona           | Argentona | entitat singular de població capital municipal ens local històric de Catalunya | 9149 hab                        | 41° 33′ 12″ N, 2° 24′ 04″ E / 41.55336°N,2.40114°E 87 msnm                 |           |                     | Modifica les dades a Wikidata |
|        | Can Cabot           | Argentona | entitat singular de població                                                   | 336 hab                         | 41° 33′ 55″ N, 2° 22′ 09″ E / 41.5654°N,2.36925°E 246 msnm                 |           |                     | Modifica les dades a Wikidata |
|        | Can Raimí           | Argentona | entitat singular de població                                                   | 514 hab Anomenat per: Can Raimí | 41° 33′ 33″ N, 2° 22′ 39″ E / 41.559171°N,2.377388°E 136 msnm              |           |                     | Modifica les dades a Wikidata |
|        | Can Ribosa          | Argentona | entitat singular de població                                                   | 45 hab                          | 41° 33′ 35″ N, 2° 22′ 42″ E / 41.559812°N,2.378262°E 137 msnm              |           |                     | Modifica les dades a Wikidata |
|        | Can Vilardell       | Argentona | entitat singular de població                                                   | 80 hab                          | 41° 33′ 47″ N, 2° 25′ 36″ E / 41.563098°N,2.42668°E 275 msnm               |           |                     | Modifica les dades a Wikidata |
|        | Clarà               | Argentona | entitat singular de població                                                   | 81 hab                          | 41° 33′ 49″ N, 2° 22′ 50″ E / 41.563638°N,2.380655°E 133 msnm              |           |                     | Modifica les dades a Wikidata |
|        | Madà                | Argentona | entitat singular de població                                                   | 298 hab                         | 41° 32′ 25″ N, 2° 24′ 28″ E / 41.540167°N,2.407833°E 83 msnm               |           |                     | Modifica les dades a Wikidata |
|        | Sant Jaume de Traià | Argentona | entitat singular de població                                                   | 135 hab                         | 41° 33′ 17″ N, 2° 25′ 22″ E / 41.55475°N,2.422833°E 130 msnm               |           | Sant Jaume de Traià | Modifica les dades a Wikidata |
|        | Veïnat de Lladó     | Argentona | entitat singular de població                                                   | 1 hab                           | 41° 32′ 44″ N, 2° 23′ 37″ E / 41.545449°N,2.39349°E 160 msnm               |           |                     | Modifica les dades a Wikidata |
|        | Veïnat de Pins      | Argentona | entitat singular de població                                                   | 35 hab                          | 41° 34′ 44″ N, 2° 22′ 34″ E / 41.578833333333°N,2.376°E 144 msnm           |           |                     | Modifica les dades a Wikidata |
|        | el Cros             | Argentona | entitat singular de població                                                   | 903 hab                         | 41° 31′ 55″ N, 2° 25′ 08″ E / 41.53183°N,2.41902°E 25 msnm                 |           |                     | Modifica les dades a Wikidata |
|        | la Pujada           | Argentona | entitat singular de població                                                   | 88 hab                          | 41° 33′ 31″ N, 2° 24′ 46″ E / 41.558741°N,2.412902°E 95 msnm               |           |                     | Modifica les dades a Wikidata |
|        | les Ginesteres      | Argentona | entitat singular de població                                                   | 1185 hab                        | 41° 34′ 13″ N, 2° 22′ 29″ E / 41.570361111111°N,2.3746111111111°E 193 msnm |           |                     | Modifica les dades a Wikidata |

## església
| imatge | Nom                             | Ubicat a  | instància de      | Detalls                                                            | coordenades                                                                                      | Protecció                   | Commons (més fotos)                | Dades a WD                    |
| ------ | ------------------------------- | --------- | ----------------- | ------------------------------------------------------------------ | ------------------------------------------------------------------------------------------------ | --------------------------- | ---------------------------------- | ----------------------------- |
|        | Ermita de Sant Jaume            | Argentona | església          | Estil: art preromànic 10th century Estat: ruïnós                   | 41° 33′ 10″ N, 2° 24′ 55″ E / 41.552805°N,2.415158°E Sant Jaume de Traià 110 msnm                | bé cultural d'interès local | Sant Jaume de Traià                | Modifica les dades a Wikidata |
|        | Sant Julià d'Argentona          | Argentona | església          | Estil: gòtic tardà                                                 | 41° 33′ 15″ N, 2° 24′ 03″ E / 41.554066666667°N,2.4007944444444°E 88 msnm                        | bé cultural d'interès local | Església de Sant Julià d'Argentona | Modifica les dades a Wikidata |
|        | Sant Pere de Clarà              | Argentona | església monestir | Estil: arquitectura gòtica 13rd century                            | 41° 33′ 29″ N, 2° 22′ 06″ E / 41.558099°N,2.368318°E ca:Veïnat de Clarà. Ctra. BV-5106, a Òrrius | bé cultural d'interès local | Sant Pere de Clarà                 | Modifica les dades a Wikidata |
|        | Sant Sebastià d'Argentona       | Argentona | església          | Estil: arquitectura barroca arquitectura popular                   | 41° 33′ 28″ N, 2° 24′ 03″ E / 41.557876°N,2.400699°E 98 msnm                                     | bé cultural d'interès local | Sant Sebastià d'Argentona          | Modifica les dades a Wikidata |
|        | capella de Sant Miquel del Cros | Argentona | església          | Arquitecte: Lluís Bonet i Garí Estil: arquitectura modernista 1929 | 41° 32′ 08″ N, 2° 24′ 45″ E / 41.535555555556°N,2.4125°E ca:Camí de Sant Miquel del Cros, 9      | bé cultural d'interès local | Sant Miquel del Cros               | Modifica les dades a Wikidata |
|        | el Sant Crist                   | Argentona | església          |                                                                    | 41° 33′ 07″ N, 2° 24′ 14″ E / 41.5518120695699°N,2.40375121934595°E                              |                             |                                    | Modifica les dades a Wikidata |

## font
| imatge | Nom                         | Ubicat a  | instància de | Detalls                                  | coordenades                                                                                     | Protecció                                  | Commons (més fotos)            | Dades a WD                    |
| ------ | --------------------------- | --------- | ------------ | ---------------------------------------- | ----------------------------------------------------------------------------------------------- | ------------------------------------------ | ------------------------------ | ----------------------------- |
|        | Font de la plaça Nova       | Argentona | font         |                                          | 41° 33′ 16″ N, 2° 24′ 09″ E / 41.55438103040802°N,2.402588725090027°E                           |                                            |                                | Modifica les dades a Wikidata |
|        | Sant Domènec d'Argentona    | Argentona | font oratori | Estil: arquitectura popular              | 41° 33′ 18″ N, 2° 24′ 03″ E / 41.55507°N,2.40076°E 83 msnm                                      | bé cultural d'interès local                | Font i capella de Sant Domènec | Modifica les dades a Wikidata |
|        | font d'en Ballot            | Argentona | font         | Estil: arquitectura popular 20th century | 41° 32′ 50″ N, 2° 23′ 37″ E / 41.547219°N,2.393476°E ca:Av. Burriac, veïnat d'en Lledó 105 msnm | bé integrant del patrimoni cultural català | Font d'en Ballot               | Modifica les dades a Wikidata |
|        | font de la Puput            | Argentona | font         |                                          | 41° 32′ 39″ N, 2° 23′ 38″ E / 41.544095°N,2.393871°E                                            |                                            |                                | Modifica les dades a Wikidata |
|        | font de la plaça de l'arròs | Argentona | font         | 19th century                             | 41° 32′ 14″ N, 2° 24′ 53″ E / 41.53716°N,2.41482°E ca:Veïnat del Cros                           |                                            |                                | Modifica les dades a Wikidata |
|        | font del Llop (Argentona)   | Argentona | font         |                                          | 41° 32′ 37″ N, 2° 22′ 56″ E / 41.543583°N,2.382258°E                                            |                                            |                                | Modifica les dades a Wikidata |
|        | font del Llorer             | Argentona | font         |                                          | 41° 35′ 24″ N, 2° 22′ 43″ E / 41.590095°N,2.378587°E 255 msnm                                   |                                            | Font del Llorer (Argentona)    | Modifica les dades a Wikidata |
|        | font dels Àlbers d'en Javà  | Argentona | font         |                                          | 41° 35′ 41″ N, 2° 22′ 50″ E / 41.59466°N,2.380468°E 268 msnm                                    |                                            | Font dels Àlbers d'en Javà     | Modifica les dades a Wikidata |

## forn de calç
| imatge | Nom                            | Ubicat a  | instància de | Detalls                     | coordenades                                          | Protecció                                  | Commons (més fotos) | Dades a WD                    |
| ------ | ------------------------------ | --------- | ------------ | --------------------------- | ---------------------------------------------------- | ------------------------------------------ | ------------------- | ----------------------------- |
|        | Forn de Parpers                | Argentona | forn de calç |                             | 41° 35′ 19″ N, 2° 22′ 48″ E / 41.588625°N,2.379921°E |                                            | Forn de Parpers     | Modifica les dades a Wikidata |
|        | Forn de calç de Can Belluguins | Argentona | forn de calç | Estil: arquitectura popular | 41° 34′ 41″ N, 2° 23′ 22″ E / 41.577971°N,2.389405°E | bé integrant del patrimoni cultural català |                     | Modifica les dades a Wikidata |

## masia
| imatge | Nom                        | Ubicat a          | instància de     | Detalls                                                              | coordenades | Protecció                                                               | Commons (més fotos)              | Dades a WD                    |
| ------ | -------------------------- | ----------------- | ---------------- | -------------------------------------------------------------------- | --- | ----------------------------------------------------------------------- | -------------------------------- | ----------------------------- |
|        | Bagot                      | Argentona         | masia            |                                                                      | 41° 34′ 23″ N, 2° 24′ 13″ E / 41.5730777807808°N,2.40365165460005°E                                                            |                                                                         |                                  | Modifica les dades a Wikidata |
|        | Ca l'Agulló                | Argentona         | masia            |                                                                      | 41° 32′ 55″ N, 2° 24′ 51″ E / 41.5485152411503°N,2.41423702352885°E 56 msnm                                                    |                                                                         | Ca l'Agulló (Argentona)          | Modifica les dades a Wikidata |
|        | Ca l'Avi                   | Argentona         | masia            | Estil: arquitectura popular 17th century                             | 41° 33′ 17″ N, 2° 21′ 50″ E / 41.554738°N,2.363815°E ca:Veïnat de Clarà. Camí de Ca l'Avi                                      | bé cultural d'interès local                                             |                                  | Modifica les dades a Wikidata |
|        | Ca l'Ermità                | Argentona         | masia            |                                                                      | 41° 33′ 21″ N, 2° 22′ 18″ E / 41.5556946177566°N,2.37168601125102°E                                                            |                                                                         |                                  | Modifica les dades a Wikidata |
|        | Ca l'Espinal               | Argentona         | masia            | 16th century Estat: ruïnós                                           | 41° 35′ 16″ N, 2° 22′ 26″ E / 41.587780356959°N,2.3738132532314°E ca:Veïnat de Pins. Camí d'Òrrius i Parpers a Cardedeu        |                                                                         |                                  | Modifica les dades a Wikidata |
|        | Ca l'Esterramanc           | Argentona         | masia            |                                                                      | 41° 33′ 57″ N, 2° 23′ 12″ E / 41.5659268290107°N,2.38668667369235°E                                                            |                                                                         |                                  | Modifica les dades a Wikidata |
|        | Ca l'Isidret               | Argentona         | masia            |                                                                      | 41° 33′ 14″ N, 2° 21′ 41″ E / 41.553797°N,2.361509°E                                                                           | bé cultural d'interès local                                             |                                  | Modifica les dades a Wikidata |
|        | Ca l'Oller                 | Argentona         | masia            |                                                                      | 41° 33′ 04″ N, 2° 24′ 45″ E / 41.5510998694797°N,2.41237910762219°E 69 msnm                                                    |                                                                         | Ca l'Oller (Argentona)           | Modifica les dades a Wikidata |
|        | Ca l'Omedes                | Argentona         | masia            |                                                                      | 41° 33′ 58″ N, 2° 22′ 58″ E / 41.5660867529019°N,2.38290720660173°E                                                            |                                                                         |                                  | Modifica les dades a Wikidata |
|        | Ca l'Ànima                 | Argentona         | masia            | Estil: arquitectura popular                                          | 41° 33′ 14″ N, 2° 24′ 51″ E / 41.553978°N,2.414156°E                                                                           | bé cultural d'interès local                                             |                                  | Modifica les dades a Wikidata |
|        | Ca la Semproniana          | Argentona         | masia            |                                                                      | 41° 34′ 15″ N, 2° 23′ 53″ E / 41.5708064536858°N,2.39817911654308°E                                                            |                                                                         |                                  | Modifica les dades a Wikidata |
|        | Ca la Teresina             | Argentona         | masia            |                                                                      | 41° 34′ 39″ N, 2° 22′ 32″ E / 41.5775946988235°N,2.3756122869276°E                                                             |                                                                         |                                  | Modifica les dades a Wikidata |
|        | Ca n'Elies                 | Argentona         | masia            | Estil: arquitectura popular 19th century                             | 41° 32′ 45″ N, 2° 24′ 32″ E / 41.54593°N,2.408934°E ca:Veïnat del Cros, Camí de Can Veletes                                    | bé cultural d'interès local                                             |                                  | Modifica les dades a Wikidata |
|        | Cal Baró de Viver          | Argentona         | masia            |                                                                      | 41° 32′ 49″ N, 2° 24′ 25″ E / 41.5470012396699°N,2.40705669801678°E                                                            |                                                                         |                                  | Modifica les dades a Wikidata |
|        | Cal Coix                   | Argentona         | masia            | Estil: arquitectura popular                                          | 41° 33′ 23″ N, 2° 23′ 49″ E / 41.556254°N,2.397032°E ca:Barri del Puig, camí de la Plana 124 msnm                              | bé cultural d'interès local                                             | Cal Coix (Argentona)             | Modifica les dades a Wikidata |
|        | Cal Desterrat              | Argentona         | masia            |                                                                      | 41° 34′ 08″ N, 2° 23′ 50″ E / 41.5689815417828°N,2.39714057753468°E                                                            |                                                                         |                                  | Modifica les dades a Wikidata |
|        | Cal Manreset               | Argentona         | masia            |                                                                      | 41° 33′ 53″ N, 2° 23′ 18″ E / 41.5646920634253°N,2.38823348654329°E                                                            |                                                                         |                                  | Modifica les dades a Wikidata |
|        | Cal Pitongo                | Argentona         | masia            | 19th century                                                         | 41° 32′ 48″ N, 2° 24′ 46″ E / 41.5465885749356°N,2.41264776610486°E ca:Veïnat del Cros.                                        |                                                                         |                                  | Modifica les dades a Wikidata |
|        | Cal Ros                    | Argentona         | masia            |                                                                      | 41° 34′ 17″ N, 2° 23′ 20″ E / 41.5714509512983°N,2.38887739589595°E                                                            |                                                                         |                                  | Modifica les dades a Wikidata |
|        | Can Balançó                | Argentona         | masia            | 1867                                                                 | 41° 32′ 49″ N, 2° 25′ 12″ E / 41.546905°N,2.41998°E ca:Veinat de Sant Jaume. Antic Camí de Sant Jaume                          | bé cultural d'interès local                                             |                                  | Modifica les dades a Wikidata |
|        | Can Ballot                 | Argentona         | masia            | Estil: arquitectura popular 17th century                             | 41° 32′ 54″ N, 2° 23′ 39″ E / 41.54843°N,2.394203°E ca:Passatge Ballot 115 msnm                                                | element de la Llista Vermella del Patrimoni bé cultural d'interès local | Can Ballot                       | Modifica les dades a Wikidata |
|        | Can Barrau de Vera         | Argentona         | masia            | Estil: arquitectura popular 19th century                             | 41° 32′ 58″ N, 2° 25′ 09″ E / 41.549563°N,2.419207°E ca:Veïnat de Sant Jaume. Torrent de Vera                                  | bé cultural d'interès local                                             |                                  | Modifica les dades a Wikidata |
|        | Can Belluguins             | Argentona         | masia            | Estil: arquitectura popular                                          | 41° 34′ 43″ N, 2° 23′ 23″ E / 41.57867°N,2.389722°E ca:Ctra. de Dosrius, veïnat de Pins 149 msnm                               | bé cultural d'interès local                                             | Can Belluguins                   | Modifica les dades a Wikidata |
|        | Can Boada                  | Argentona         | masia            |                                                                      | 41° 33′ 28″ N, 2° 24′ 14″ E / 41.5578386044798°N,2.40387571081961°E                                                            |                                                                         |                                  | Modifica les dades a Wikidata |
|        | Can Boringues de Baix      | Argentona         | masia            |                                                                      | 41° 34′ 19″ N, 2° 22′ 16″ E / 41.5720764331706°N,2.37123941860375°E                                                            |                                                                         |                                  | Modifica les dades a Wikidata |
|        | Can Borrell                | Argentona         | masia            |                                                                      | 41° 33′ 19″ N, 2° 23′ 54″ E / 41.55517586405296°N,2.398222088813782°E                                                          |                                                                         | Can Borrell (Argentona)          | Modifica les dades a Wikidata |
|        | Can Bova de Sant Jaume     | Argentona         | masia            | Estil: arquitectura popular 19th century                             | 41° 33′ 09″ N, 2° 24′ 50″ E / 41.552576°N,2.413916°E ca:Camí dels Contrabandistes                                              | bé cultural d'interès local                                             |                                  | Modifica les dades a Wikidata |
|        | Can Bremona                | Argentona         | masia            |                                                                      | 41° 34′ 21″ N, 2° 23′ 02″ E / 41.572373°N,2.38397°E                                                                            | bé cultural d'interès local                                             |                                  | Modifica les dades a Wikidata |
|        | Can Cabanyes               | Argentona         | masia casa forta | Estil: arquitectura gòtica arquitectura del Renaixement 17th century | 41° 33′ 54″ N, 2° 24′ 40″ E / 41.564944°N,2.411222°E ca:Riera de Can Cabanyes, veïnat de la Pujada 119 msnm                    | bé d'interès cultural bé cultural d'interès nacional                    | Can Cabanyes (Argentona)         | Modifica les dades a Wikidata |
|        | Can Calopa                 | Argentona         | masia            | Estil: arquitectura popular                                          | 41° 33′ 14″ N, 2° 24′ 03″ E / 41.55376°N,2.400749°E ca:Bernat Riudemeia, 8 88 msnm                                             | bé cultural d'interès local                                             | Can Calopa (Argentona)           | Modifica les dades a Wikidata |
|        | Can Camps                  | Argentona         | masia            | 16th century                                                         | 41° 33′ 14″ N, 2° 24′ 20″ E / 41.553791°N,2.405654°E ca:C. Mataró, 17 71 msnm                                                  | bé cultural d'interès local                                             | Can Camps (Argentona)            | Modifica les dades a Wikidata |
|        | Can Carmany                | Argentona         | masia            | Estil: arquitectura popular 13rd century                             | 41° 33′ 49″ N, 2° 23′ 40″ E / 41.563598°N,2.394524°E ca:Veïnat de Clarà, 6 97 msnm                                             | bé cultural d'interès local                                             | Can Carmany (Argentona)          | Modifica les dades a Wikidata |
|        | Can Castells               | Argentona         | masia            | Estil: arquitectura popular                                          | 41° 34′ 02″ N, 2° 24′ 22″ E / 41.567331°N,2.406239°E 128 msnm                                                                  | bé cultural d'interès local                                             | Can Castells (Argentona)         | Modifica les dades a Wikidata |
|        | Can Cavaller               | Argentona         | masia            | Estil: arquitectura popular 18th century                             | 41° 32′ 58″ N, 2° 23′ 42″ E / 41.549493°N,2.394865°E ca:C. Nostra Sra. de la Salut, 12 115 msnm                                | bé cultural d'interès local                                             | Can Cavaller (Argentona)         | Modifica les dades a Wikidata |
|        | Can Ciano                  | Argentona         | masia            |                                                                      | 41° 32′ 11″ N, 2° 24′ 55″ E / 41.5362979189701°N,2.41534227592958°E                                                            |                                                                         |                                  | Modifica les dades a Wikidata |
|        | Can Coll de Bocs           | Argentona         | masia            |                                                                      | 41° 34′ 29″ N, 2° 23′ 57″ E / 41.5748381576973°N,2.39922125437062°E                                                            |                                                                         |                                  | Modifica les dades a Wikidata |
|        | Can Collet                 | Argentona         | masia            |                                                                      | 41° 34′ 40″ N, 2° 23′ 35″ E / 41.5777329338957°N,2.39301666016402°E                                                            |                                                                         |                                  | Modifica les dades a Wikidata |
|        | Can Comalada               | Argentona         | masia            | Estil: arquitectura popular                                          | 41° 33′ 48″ N, 2° 24′ 06″ E / 41.563331°N,2.401656°E ca:Veïnat de la Pujada 79 msnm                                            | bé cultural d'interès local                                             | Can Comalada                     | Modifica les dades a Wikidata |
|        | Can Comalada Nou           | Argentona         | masia            | 19th century                                                         | 41° 33′ 50″ N, 2° 24′ 02″ E / 41.56378°N,2.400443°E ca:Veïnat de la Pujada, 10 78 msnm                                         | bé cultural d'interès local                                             | Can Comalada Nou                 | Modifica les dades a Wikidata |
|        | Can Dangla                 | Argentona         | masia            |                                                                      | 41° 33′ 02″ N, 2° 25′ 10″ E / 41.550632°N,2.419515°E 83 msnm                                                                   |                                                                         |                                  | Modifica les dades a Wikidata |
|        | Can Dangla de Baix         | Argentona         | masia            |                                                                      | 41° 32′ 44″ N, 2° 25′ 04″ E / 41.5456508094886°N,2.4177638812908°E                                                             |                                                                         |                                  | Modifica les dades a Wikidata |
|        | Can Ferreters              | Argentona         | masia            | Estil: arquitectura popular 13rd century                             | 41° 32′ 52″ N, 2° 23′ 33″ E / 41.547647°N,2.392504°E ca:Ptge. Ferreters, 8-12 125 msnm                                         | bé cultural d'interès local                                             | Can Ferreters (Argentona)        | Modifica les dades a Wikidata |
|        | Can Ferriols               | Argentona Dosrius | masia            |                                                                      | 41° 34′ 37″ N, 2° 24′ 49″ E / 41.5768491853831°N,2.41364520441835°E                                                            |                                                                         |                                  | Modifica les dades a Wikidata |
|        | Can Forns                  | Argentona         | masia            |                                                                      | 41° 35′ 14″ N, 2° 22′ 10″ E / 41.5873433994102°N,2.36953164501889°E                                                            |                                                                         |                                  | Modifica les dades a Wikidata |
|        | Can Freginals              | Argentona         | masia            |                                                                      | 41° 34′ 38″ N, 2° 22′ 50″ E / 41.577225260132°N,2.38058200947675°E                                                             |                                                                         |                                  | Modifica les dades a Wikidata |
|        | Can Fulló                  | Argentona         | masia            | Estil: arquitectura popular 17th century                             | 41° 33′ 44″ N, 2° 22′ 02″ E / 41.562124°N,2.367121°E ca:Veïnat de Clarà, 19 250 msnm                                           | bé cultural d'interès local                                             |                                  | Modifica les dades a Wikidata |
|        | Can Gasarapa               | Argentona         | masia            |                                                                      | 41° 33′ 03″ N, 2° 25′ 05″ E / 41.5508855857839°N,2.41806464218389°E                                                            |                                                                         |                                  | Modifica les dades a Wikidata |
|        | Can Gualba                 | Argentona         | masia            |                                                                      | 41° 32′ 54″ N, 2° 24′ 44″ E / 41.5484691802762°N,2.41227103706432°E                                                            |                                                                         |                                  | Modifica les dades a Wikidata |
|        | Can Guri                   | Argentona         | masia            |                                                                      | 41° 32′ 45″ N, 2° 23′ 43″ E / 41.5456964103172°N,2.39518678530328°E                                                            |                                                                         |                                  | Modifica les dades a Wikidata |
|        | Can Gusta                  | Argentona         | masia            |                                                                      | 41° 33′ 18″ N, 2° 23′ 48″ E / 41.5549461542231°N,2.39675538376213°E                                                            |                                                                         |                                  | Modifica les dades a Wikidata |
|        | Can Llauder                | Argentona         | masia            | Estil: gòtic tardà arquitectura popular                              | 41° 33′ 19″ N, 2° 23′ 51″ E / 41.555167°N,2.39763°E ca:Barri del Puig, camí de la Plana 109 msnm                               | bé cultural d'interès local                                             | Can Llauder (Argentona)          | Modifica les dades a Wikidata |
|        | Can Llei                   | Argentona         | masia            | Estil: arquitectura popular 19th century                             | 41° 33′ 22″ N, 2° 24′ 44″ E / 41.55624°N,2.41221°E ca:Veïnat de la Pujada. Darrera de Can Marfà                                |                                                                         |                                  | Modifica les dades a Wikidata |
|        | Can Macer                  | Argentona         | masia            |                                                                      | 41° 33′ 38″ N, 2° 22′ 14″ E / 41.5605620608262°N,2.37067946626684°E                                                            |                                                                         |                                  | Modifica les dades a Wikidata |
|        | Can Marfà                  | Argentona         | masia            | 19th century                                                         | 41° 33′ 25″ N, 2° 24′ 42″ E / 41.556858°N,2.411746°E ca:Veïnat de la Pujada. Camí de Can Marfà 98 msnm                         |                                                                         | Can Marfà (masia d'Argentona)    | Modifica les dades a Wikidata |
|        | Can Mas                    | Argentona         | masia            |                                                                      | 41° 34′ 09″ N, 2° 23′ 49″ E / 41.5692150908759°N,2.39701846536047°E                                                            |                                                                         |                                  | Modifica les dades a Wikidata |
|        | Can Matavents              | Argentona         | masia            | Estil: arquitectura popular                                          | 41° 34′ 16″ N, 2° 23′ 30″ E / 41.5711416516527°N,2.39169900526587°E ca:Veïnat de Clarà                                         |                                                                         |                                  | Modifica les dades a Wikidata |
|        | Can Mercader               | Argentona         | masia            |                                                                      | 41° 33′ 15″ N, 2° 24′ 39″ E / 41.55406°N,2.41085°E ca:Veïnat de la Pujada 92 msnm                                              |                                                                         | Can Mercader (masia d'Argentona) | Modifica les dades a Wikidata |
|        | Can Met                    | Argentona         | masia            | Estil: arquitectura popular 19th century                             | 41° 33′ 14″ N, 2° 25′ 04″ E / 41.55402°N,2.417822°E ca:Veïnat de Sant Jaume de Traià, 22 120 msnm                              | bé cultural d'interès local                                             | Can Met (Argentona)              | Modifica les dades a Wikidata |
|        | Can Mont                   | Argentona         | masia            |                                                                      | 41° 33′ 50″ N, 2° 23′ 15″ E / 41.563896142042°N,2.38761735282242°E                                                             |                                                                         |                                  | Modifica les dades a Wikidata |
|        | Can Mílio Cabanyes         | Argentona         | masia            | 18th century                                                         | 41° 33′ 32″ N, 2° 24′ 35″ E / 41.558878°N,2.4098°E ca:Veïant de la Pujada. Torrent de Can Cabanyes                             | bé cultural d'interès local                                             |                                  | Modifica les dades a Wikidata |
|        | Can Naves                  | Argentona         | masia            | Estil: arquitectura eclèctica                                        | 41° 34′ 42″ N, 2° 22′ 37″ E / 41.57846°N,2.376825°E                                                                            | bé cultural d'interès local                                             |                                  | Modifica les dades a Wikidata |
|        | Can Negoci                 | Argentona         | masia            |                                                                      | 41° 32′ 19″ N, 2° 24′ 58″ E / 41.5385358999997°N,2.41616130969759°E                                                            |                                                                         |                                  | Modifica les dades a Wikidata |
|        | Can Negoci (Mas Itxart)    | Argentona         | masia            | 19th century                                                         | 41° 32′ 19″ N, 2° 24′ 59″ E / 41.53861°N,2.41629°E ca:Polígon Industrial El Cros                                               |                                                                         |                                  | Modifica les dades a Wikidata |
|        | Can Notxa                  | Argentona         | masia            |                                                                      | 41° 33′ 01″ N, 2° 24′ 48″ E / 41.5503842151885°N,2.41334483747035°E 65 msnm                                                    |                                                                         | Can Notxa                        | Modifica les dades a Wikidata |
|        | Can Pardal                 | Argentona         | masia            | 1665                                                                 | 41° 33′ 10″ N, 2° 24′ 47″ E / 41.5528053578635°N,2.41298719688738°E ca:Veïnat de Sant Jaume. Camí de Sant Jaume de Treià       |                                                                         |                                  | Modifica les dades a Wikidata |
|        | Can Pata                   | Argentona         | masia            |                                                                      | 41° 33′ 00″ N, 2° 23′ 11″ E / 41.5500907470206°N,2.38645267882273°E                                                            |                                                                         |                                  | Modifica les dades a Wikidata |
|        | Can Patet                  | Argentona         | masia            | Estil: arquitectura popular 19th century                             | 41° 32′ 06″ N, 2° 24′ 44″ E / 41.534941°N,2.412323°E ca:Veïnat del Cros                                                        | bé cultural d'interès local                                             |                                  | Modifica les dades a Wikidata |
|        | Can Pau Brut               | Argentona         | masia            | Estil: arquitectura popular 16th century                             | 41° 33′ 42″ N, 2° 24′ 30″ E / 41.561627°N,2.40827°E ca:Veïnat de la Pujada. Masoveria de Can Cabanyes. Torrent de Can Cabanyes | bé cultural d'interès local                                             |                                  | Modifica les dades a Wikidata |
|        | Can Pins                   | Argentona         | masia            | Estil: historicisme arquitectònic                                    | 41° 34′ 34″ N, 2° 23′ 00″ E / 41.576249°N,2.383328°E ca:Veïnat de Can Pins                                                     | bé cultural d'interès local                                             |                                  | Modifica les dades a Wikidata |
|        | Can Poi                    | Argentona         | masia            | Estil: arquitectura eclèctica 20th century                           | 41° 34′ 13″ N, 2° 23′ 19″ E / 41.570265°N,2.388593°E ca:Veïnat de Clarà, 8 100 msnm                                            | bé cultural d'interès local                                             | Can Poi (Argentona)              | Modifica les dades a Wikidata |
|        | Can Polseguera             | Argentona         | masia            | Estil: arquitectura popular 16th century                             | 41° 33′ 05″ N, 2° 24′ 42″ E / 41.551467°N,2.411743°E ca:Veïnat de Sant Jaume de Traià, 10 71 msnm                              | bé cultural d'interès local                                             | Can Polseguera                   | Modifica les dades a Wikidata |
|        | Can Quatrecases            | Argentona         | masia            |                                                                      | 41° 32′ 50″ N, 2° 23′ 55″ E / 41.5472722713762°N,2.39854129774797°E                                                            |                                                                         |                                  | Modifica les dades a Wikidata |
|        | Can Raimí                  | Can Raimí         | masia            | Estil: arquitectura popular 17th century                             | 41° 33′ 33″ N, 2° 22′ 39″ E / 41.55915°N,2.377625°E ca:Veïnat de Clarà. Urbanització Can Raimí                                 | bé cultural d'interès local                                             |                                  | Modifica les dades a Wikidata |
|        | Can Ribosa                 | Argentona         | masia            |                                                                      | 41° 33′ 34″ N, 2° 22′ 39″ E / 41.5595185140335°N,2.37753718777508°E                                                            |                                                                         |                                  | Modifica les dades a Wikidata |
|        | Can Ribot                  | Argentona         | masia            |                                                                      | 41° 31′ 58″ N, 2° 25′ 11″ E / 41.5327174876766°N,2.41978586198297°E                                                            |                                                                         |                                  | Modifica les dades a Wikidata |
|        | Can Riudemeia              | Argentona         | masia            | Estil: arquitectura popular                                          | 41° 34′ 08″ N, 2° 21′ 47″ E / 41.568869°N,2.362972°E ca:Veïnat de Pins. Capçalera de la Riera de Riudemeia                     | bé cultural d'interès local                                             |                                  | Modifica les dades a Wikidata |
|        | Can Roviró                 | Argentona         | masia            |                                                                      | 41° 34′ 32″ N, 2° 22′ 07″ E / 41.5754942848746°N,2.36869926571268°E                                                            |                                                                         |                                  | Modifica les dades a Wikidata |
|        | Can Saborit                | Argentona         | masia            | 17th century                                                         | 41° 33′ 04″ N, 2° 24′ 37″ E / 41.5512327459677°N,2.41018359377316°E ca:Veïnat del Cros. Marge esquerre de la Riera             |                                                                         |                                  | Modifica les dades a Wikidata |
|        | Can Santem                 | Argentona         | masia            |                                                                      | 41° 33′ 24″ N, 2° 21′ 45″ E / 41.556789°N,2.362619°E 239 msnm                                                                  |                                                                         |                                  | Modifica les dades a Wikidata |
|        | Can Serra                  | Argentona         | masia            | Estil: arquitectura popular 17th century                             | 41° 33′ 20″ N, 2° 23′ 50″ E / 41.555435°N,2.397268°E ca:c. Montseny 17 120 msnm                                                | bé cultural d'interès local                                             | Can Serra (Argentona)            | Modifica les dades a Wikidata |
|        | Can Tambor                 | Argentona         | masia            |                                                                      | 41° 33′ 28″ N, 2° 21′ 55″ E / 41.5576683008354°N,2.36532315612301°E                                                            |                                                                         |                                  | Modifica les dades a Wikidata |
|        | Can Tomàs Rajoler          | Argentona         | masia            | Estil: arquitectura popular                                          | 41° 34′ 33″ N, 2° 22′ 47″ E / 41.575944°N,2.379683°E                                                                           | bé cultural d'interès local                                             |                                  | Modifica les dades a Wikidata |
|        | Can Volard                 | Argentona         | masia            |                                                                      | 41° 33′ 15″ N, 2° 24′ 48″ E / 41.554105°N,2.413383°E                                                                           | bé cultural d'interès local                                             |                                  | Modifica les dades a Wikidata |
|        | Can Volart                 | Argentona         | masia            |                                                                      | 41° 33′ 26″ N, 2° 23′ 56″ E / 41.5571911607543°N,2.39889304386481°E                                                            |                                                                         |                                  | Modifica les dades a Wikidata |
|        | Casa Nova de Can Castells  | Argentona         | masia            |                                                                      | 41° 33′ 54″ N, 2° 24′ 19″ E / 41.5650613659297°N,2.40540443792191°E                                                            |                                                                         |                                  | Modifica les dades a Wikidata |
|        | Casa Nova de Can Poi       | Argentona         | masia            |                                                                      | 41° 34′ 03″ N, 2° 23′ 23″ E / 41.5676187543803°N,2.38980105186361°E                                                            |                                                                         |                                  | Modifica les dades a Wikidata |
|        | Casablanca                 | Argentona         | masia            |                                                                      | 41° 32′ 41″ N, 2° 25′ 04″ E / 41.5446235959688°N,2.41768916976828°E                                                            |                                                                         |                                  | Modifica les dades a Wikidata |
|        | Mas Altafulla              | Argentona         | masia            | Estil: arquitectura eclèctica                                        | 41° 33′ 11″ N, 2° 21′ 48″ E / 41.553056°N,2.363471°E                                                                           | bé cultural d'interès local                                             |                                  | Modifica les dades a Wikidata |
|        | Mas Barrau de la Pastanaga | Argentona         | masia            | Estil: arquitectura popular 16th century                             | 41° 33′ 10″ N, 2° 23′ 47″ E / 41.552897°N,2.396282°E ca:C. Font de la Pastanaga, 1-3 111 msnm                                  | bé cultural d'interès local                                             | Mas Barrau de la Pastanaga       | Modifica les dades a Wikidata |
|        | Mas Bellatriu              | Argentona         | masia            | Estil: arquitectura popular 18th century                             | 41° 33′ 27″ N, 2° 24′ 35″ E / 41.557365°N,2.40973°E ca:Veïnat de la Pujada. Torrent de Can Bellatriu                           | bé cultural d'interès local                                             |                                  | Modifica les dades a Wikidata |
|        | Mas Blanc                  | Argentona         | masia            | Estil: arquitectura popular                                          | 41° 34′ 32″ N, 2° 23′ 08″ E / 41.575615°N,2.38557°E                                                                            | bé cultural d'interès local                                             |                                  | Modifica les dades a Wikidata |
|        | Mas Boba                   | Argentona         | masia            | Estil: arquitectura popular 19th century                             | 41° 32′ 06″ N, 2° 24′ 41″ E / 41.534907°N,2.411438°E ca:Veïnat del Cros. Prop del Camí del Mig                                 | bé cultural d'interès local                                             |                                  | Modifica les dades a Wikidata |
|        | Mas Cabot                  | Argentona         | masia            | Estil: arquitectura popular                                          | 41° 33′ 49″ N, 2° 22′ 16″ E / 41.563735°N,2.371009°E                                                                           | bé cultural d'interès local                                             |                                  | Modifica les dades a Wikidata |
|        | Mas Calau                  | Argentona         | masia            |                                                                      | 41° 33′ 44″ N, 2° 22′ 53″ E / 41.562147°N,2.381305°E                                                                           | bé cultural d'interès local                                             |                                  | Modifica les dades a Wikidata |
|        | Mas Casanoves              | Argentona         | masia            | Estil: arquitectura popular                                          | 41° 33′ 33″ N, 2° 22′ 08″ E / 41.559111°N,2.368805°E                                                                           | bé cultural d'interès local                                             |                                  | Modifica les dades a Wikidata |
|        | Mas Cirés                  | Argentona         | masia            | Estil: arquitectura popular 17th century                             | 41° 32′ 53″ N, 2° 24′ 07″ E / 41.548145°N,2.401929°E ca:Veïnat Cirés, 2-5 75 msnm                                              | bé cultural d'interès local                                             | Mas Cirés (Argentona)            | Modifica les dades a Wikidata |
|        | Mas Duran                  | Argentona         | masia            | Estil: arquitectura popular 19th century                             | 41° 32′ 04″ N, 2° 24′ 51″ E / 41.534578°N,2.414094°E ca:Veïnat del Cros. Camí del Cros, després de l'accés de Can Vives        | bé cultural d'interès local                                             |                                  | Modifica les dades a Wikidata |
|        | Mas Febrer                 | Argentona         | masia            |                                                                      | 41° 34′ 29″ N, 2° 23′ 07″ E / 41.574666°N,2.385342°E                                                                           | bé cultural d'interès local                                             |                                  | Modifica les dades a Wikidata |
|        | Mas Gual                   | Argentona         | masia            | 17th century                                                         | 41° 32′ 02″ N, 2° 24′ 54″ E / 41.534°N,2.415136°E ca:Veïnat de Sant Miquel de Cros 32 msnm                                     | bé cultural d'interès local                                             | Can Gol (Argentona)              | Modifica les dades a Wikidata |
|        | Mas Lleïr                  | Argentona         | masia            | Estil: arquitectura popular                                          | 41° 32′ 48″ N, 2° 23′ 24″ E / 41.546686°N,2.390112°E                                                                           | bé cultural d'interès local                                             |                                  | Modifica les dades a Wikidata |
|        | Mas Marc del Priorat       | Argentona         | masia            | Estil: arquitectura popular                                          | 41° 33′ 28″ N, 2° 22′ 04″ E / 41.557706°N,2.367708°E                                                                           | bé cultural d'interès local                                             |                                  | Modifica les dades a Wikidata |
|        | Mas Martí de la Pujada     | Argentona         | masia            | Estil: arquitectura popular 17th century                             | 41° 34′ 20″ N, 2° 24′ 38″ E / 41.572132°N,2.410525°E ca:Veïnat de la Pujada. Al capdamunt de la Riera de Can Castells          | bé cultural d'interès local                                             |                                  | Modifica les dades a Wikidata |
|        | Mas Mosterós               | Argentona         | masia            | Estil: arquitectura popular                                          | 41° 34′ 20″ N, 2° 23′ 38″ E / 41.572171°N,2.393792°E                                                                           | bé cultural d'interès local                                             |                                  | Modifica les dades a Wikidata |
|        | Mas Riera                  | Argentona         | masia            | Estil: arquitectura popular                                          | 41° 32′ 40″ N, 2° 24′ 22″ E / 41.544481°N,2.406133°E                                                                           | bé cultural d'interès local                                             |                                  | Modifica les dades a Wikidata |
|        | Mas Roqueta                | Argentona         | masia            | Estil: arquitectura popular 16th century                             | 41° 32′ 50″ N, 2° 23′ 54″ E / 41.547262°N,2.398252°E ca:Cirés 95 msnm                                                          | bé cultural d'interès local                                             | Mas Roqueta (Argentona)          | Modifica les dades a Wikidata |
|        | Mas Salvador               | Argentona         | masia            | Estil: arquitectura popular 15th century                             | 41° 33′ 10″ N, 2° 24′ 46″ E / 41.552845°N,2.412811°E ca:Veïnat de Sant Jaume de Traià, 8 92 msnm                               | bé cultural d'interès local                                             | Mas Salvador (Argentona)         | Modifica les dades a Wikidata |
|        | Mas Vinyals                | Argentona         | masia            | 17th century                                                         | 41° 33′ 53″ N, 2° 22′ 53″ E / 41.564647°N,2.381449°E ca:Veïnat de Clarà. Ctra. BV-1506                                         | bé cultural d'interès local                                             |                                  | Modifica les dades a Wikidata |
|        | Masoveria Cirés            | Argentona         | masia            | Estil: arquitectura popular 19th century                             | 41° 32′ 53″ N, 2° 24′ 05″ E / 41.54796°N,2.401379°E ca:Veïnat Cirés, 1 76 msnm                                                 | bé cultural d'interès local                                             | Masoveria de Can Cirés           | Modifica les dades a Wikidata |
|        | Panxo                      | Argentona         | masia            |                                                                      | 41° 32′ 48″ N, 2° 24′ 54″ E / 41.5466819209848°N,2.41505689669223°E                                                            |                                                                         |                                  | Modifica les dades a Wikidata |
|        | Pont d'en Bauxes           | Argentona         | masia            |                                                                      | 41° 33′ 41″ N, 2° 23′ 50″ E / 41.5614251071056°N,2.39727077841967°E                                                            |                                                                         |                                  | Modifica les dades a Wikidata |
|        | Turó Gros                  | Argentona         | masia            |                                                                      | 41° 34′ 03″ N, 2° 25′ 32″ E / 41.5676137249057°N,2.4255426096107°E                                                             |                                                                         |                                  | Modifica les dades a Wikidata |
|        | la Casa de la Por          | Argentona         | masia            |                                                                      | 41° 32′ 36″ N, 2° 24′ 39″ E / 41.5434352275212°N,2.41073403236062°E                                                            |                                                                         |                                  | Modifica les dades a Wikidata |
|        | la Casona                  | Argentona         | masia            |                                                                      | 41° 33′ 51″ N, 2° 24′ 18″ E / 41.564042101272°N,2.40512594722062°E                                                             |                                                                         |                                  | Modifica les dades a Wikidata |
|        | la Fabriqueta              | Argentona         | masia            | 18th century                                                         | 41° 32′ 49″ N, 2° 24′ 35″ E / 41.5470148719714°N,2.40970636071013°E ca:Veïnat del Cros. Camí de Can Riera                      |                                                                         |                                  | Modifica les dades a Wikidata |
|        | la Feu                     | Argentona         | masia            |                                                                      | 41° 32′ 46″ N, 2° 23′ 14″ E / 41.5461771731087°N,2.38731697757559°E                                                            |                                                                         |                                  | Modifica les dades a Wikidata |

## molí d'aigua
| imatge | Nom                     | Ubicat a  | instància de | Detalls                     | coordenades                                                                  | Protecció                                  | Commons (més fotos) | Dades a WD                    |
| ------ | ----------------------- | --------- | ------------ | --------------------------- | ---------------------------------------------------------------------------- | ------------------------------------------ | ------------------- | ----------------------------- |
|        | Molí d'en Gual          | Argentona | molí d'aigua | Estil: arquitectura popular | 41° 32′ 04″ N, 2° 24′ 49″ E / 41.53434°N,2.41374°E                           | bé integrant del patrimoni cultural català |                     | Modifica les dades a Wikidata |
|        | Molí d'en Rubiol        | Argentona | molí d'aigua |                             |                                                                              | bé integrant del patrimoni cultural català |                     | Modifica les dades a Wikidata |
|        | Molí de Can Miser Prats | Argentona | molí d'aigua | Estil: arquitectura popular | 41° 34′ 36″ N, 2° 23′ 28″ E / 41.5767234732094°N,2.39119080391751°E 105 msnm | bé cultural d'interès local                |                     | Modifica les dades a Wikidata |
|        | Molí de Saborit         | Argentona | molí d'aigua | Estil: arquitectura popular | 41° 33′ 02″ N, 2° 24′ 38″ E / 41.5506°N,2.41065°E                            | bé cultural d'interès local                |                     | Modifica les dades a Wikidata |

## monument
| imatge | Nom                                              | Ubicat a  | instància de | Detalls                              | coordenades                                                                                | Protecció | Commons (més fotos) | Dades a WD                    |
| ------ | ------------------------------------------------ | --------- | ------------ | ------------------------------------ | ------------------------------------------------------------------------------------------ | --------- | ------------------- | ----------------------------- |
|        | Monument a Blas Infante                          | Argentona | monument     | 1998                                 | 41° 31′ 54″ N, 2° 25′ 13″ E / 41.53176°N,2.42035°E ca:Veïnat del Cros. Pl. de Blas Infante |           |                     | Modifica les dades a Wikidata |
|        | Monument al President Lluís Companys (Argentona) | Argentona | monument     | Anomenat per: Lluís Companys i Jover | 41° 33′ 16″ N, 2° 24′ 10″ E / 41.554320815339665°N,2.402824759483338°E                     |           |                     | Modifica les dades a Wikidata |

## muntanya
| imatge | Nom                 | Ubicat a                         | instància de | Detalls | coordenades                                                            | Protecció | Commons (més fotos) | Dades a WD                    |
| ------ | ------------------- | -------------------------------- | ------------ | ------- | ---------------------------------------------------------------------- | --------- | ------------------- | ----------------------------- |
|        | Rocar d'en Serra    | Argentona                        | muntanya     |         | 41° 33′ 41″ N, 2° 23′ 25″ E / 41.56135278°N,2.39018889°E 211.6 msnm    |           |                     | Modifica les dades a Wikidata |
|        | Turó d'en Cabanyes  | Mataró Argentona                 | muntanya     |         | 41° 34′ 27″ N, 2° 25′ 23″ E / 41.5743°N,2.42301°E 407.3 msnm           |           |                     | Modifica les dades a Wikidata |
|        | Turó d'en Dori      | Mataró Argentona                 | muntanya     |         | 41° 34′ 05″ N, 2° 25′ 37″ E / 41.56808667°N,2.42696944°E 362.8 msnm    |           | Turó d'en Dori      | Modifica les dades a Wikidata |
|        | Turó de Can Cirers  | Argentona Cabrils Cabrera de Mar | muntanya     |         | 41° 32′ 29″ N, 2° 22′ 38″ E / 41.54129444°N,2.37723889°E 471.5 msnm    |           |                     | Modifica les dades a Wikidata |
|        | Turó de Matacabres  | Argentona                        | muntanya     |         | 41° 32′ 48″ N, 2° 22′ 42″ E / 41.54661389°N,2.37823333°E 406.1 msnm    |           |                     | Modifica les dades a Wikidata |
|        | Turó de les Rovires | Dosrius Argentona                | muntanya     |         | 41° 34′ 45″ N, 2° 24′ 19″ E / 41.57926667°N,2.40515°E 256.8 msnm       |           |                     | Modifica les dades a Wikidata |
|        | Turó dels Oriols    | Cabrera de Mar Argentona         | muntanya     |         | 41° 32′ 19″ N, 2° 23′ 41″ E / 41.5385°N,2.39461667°E 323.4 msnm        |           |                     | Modifica les dades a Wikidata |
|        | el Pujolar          | Argentona                        | muntanya     |         | 41° 33′ 15″ N, 2° 23′ 11″ E / 41.5543°N,2.38634°E 331.8 msnm           |           |                     | Modifica les dades a Wikidata |
|        | turó de Cerdanyola  | Argentona Mataró                 | muntanya     |         | 41° 32′ 50″ N, 2° 25′ 23″ E / 41.54728329467527°N,2.4231773614883423°E |           |                     | Modifica les dades a Wikidata |

## polígon industrial
| imatge | Nom                           | Ubicat a  | instància de       | Detalls | coordenades                                                         | Protecció | Commons (més fotos) | Dades a WD                    |
| ------ | ----------------------------- | --------- | ------------------ | ------- | ------------------------------------------------------------------- | --------- | ------------------- | ----------------------------- |
|        | Polígon industrial Can Negoci | Argentona | polígon industrial |         | 41° 32′ 18″ N, 2° 25′ 02″ E / 41.5382446292556°N,2.41733878953175°E |           |                     | Modifica les dades a Wikidata |
|        | Polígon industrial Nord       | Argentona | polígon industrial |         | 41° 33′ 59″ N, 2° 23′ 40″ E / 41.5664356794409°N,2.39432176737962°E |           |                     | Modifica les dades a Wikidata |

## pont
| imatge | Nom                     | Ubicat a  | instància de | Detalls                                         | coordenades                                                                | Protecció                                  | Commons (més fotos)          | Dades a WD                    |
| ------ | ----------------------- | --------- | ------------ | ----------------------------------------------- | -------------------------------------------------------------------------- | ------------------------------------------ | ---------------------------- | ----------------------------- |
|        | Pont al camí de Parpers | Argentona | pont         | Estil: arquitectura popular arquitectura romana | 41° 34′ 50″ N, 2° 22′ 18″ E / 41.580458333333°N,2.3716611111111°E 210 msnm | bé integrant del patrimoni cultural català | Pont romà al camí de Parpers | Modifica les dades a Wikidata |
|        | Pont de l'Espinal       | Argentona | pont         |                                                 | 41° 35′ 14″ N, 2° 22′ 46″ E / 41.5871096131274°N,2.37953974644009°E        |                                            |                              | Modifica les dades a Wikidata |

## porta
| imatge | Nom                                            | Ubicat a  | instància de | Detalls                                  | coordenades                                                                           | Protecció                   | Commons (més fotos)                                        | Dades a WD                    |
| ------ | ---------------------------------------------- | --------- | ------------ | ---------------------------------------- | ------------------------------------------------------------------------------------- | --------------------------- | ---------------------------------------------------------- | ----------------------------- |
|        | Porta de fleca Casabella                       | Argentona | porta        | 17th century                             | 41° 33′ 13″ N, 2° 24′ 01″ E / 41.553524°N,2.40017°E ca:C. Josep Soler, 2 86 msnm      | bé cultural d'interès local | Porta de Fleca Casabella                                   | Modifica les dades a Wikidata |
|        | Portal de la casa al carrer Torras i Bages, 21 | Argentona | porta        | Estil: arquitectura popular 18th century | 41° 33′ 17″ N, 2° 24′ 00″ E / 41.554684°N,2.400064°E ca:C. Torres i Bages, 21 89 msnm | bé cultural d'interès local | Portal de la casa al carrer Torras i Bages, 21 (Argentona) | Modifica les dades a Wikidata |

## Misc
| imatge | Nom                                                | Ubicat a          | instància de       | Detalls                                                                     | coordenades | Protecció                                  | Commons (més fotos)                 | Dades a WD                    |
| ------ | -------------------------------------------------- | ----------------- | ------------------ | --------------------------------------------------------------------------- | --- | ------------------------------------------ | ----------------------------------- | ----------------------------- |
|        | Capelletes de carrer                               | Argentona         | fornícula          | Estil: arquitectura popular                                                 | 41° 33′ 15″ N, 2° 24′ 03″ E / 41.55413°N,2.40077°E                                                                         | bé integrant del patrimoni cultural català | Capelletes de carrer (Argentona)    | Modifica les dades a Wikidata |
|        | Cementiri Vell d'Argentona                         | Argentona         | cementiri          | 19th century                                                                | 41° 33′ 22″ N, 2° 24′ 14″ E / 41.556191°N,2.403897°E ca:C. Sant Genís, 28 89 msnm                                          | bé cultural d'interès local                | Cementiri Vell d'Argentona          | Modifica les dades a Wikidata |
|        | Finestra de Can Bada                               | Argentona         | finestra           | 16th century                                                                | 41° 33′ 12″ N, 2° 24′ 00″ E / 41.553323°N,2.400076°E ca:C. Josep Soler, 10 86 msnm                                         | bé cultural d'interès local                | Finestra de Can Bada                | Modifica les dades a Wikidata |
|        | Monument a Rafael Casanova                         | Argentona         | memorial           | Anomenat per: Rafael Casanova i Comes                                       | 41° 33′ 00″ N, 2° 23′ 54″ E / 41.55004941671348°N,2.3982113599777226°E                                                     |                                            |                                     | Modifica les dades a Wikidata |
|        | Pedra Gravada del Turó dels Castellans             | Argentona         | megàlit petròglif  |                                                                             | 41° 35′ 37″ N, 2° 22′ 39″ E / 41.593692°N,2.377581°E serralada de Marina                                                   | bé cultural d'interès nacional             |                                     | Modifica les dades a Wikidata |
|        | Rectoria de la parròquia de Sant Julià d'Argentona | Argentona         | rectoria           | Estil: arquitectura popular                                                 | 41° 33′ 15″ N, 2° 24′ 04″ E / 41.554077°N,2.401081°E ca:Carrer de Bernat de Riudemeia 88 msnm                              | bé cultural d'interès local                | Rectoria de Sant Julià d'Argentona  | Modifica les dades a Wikidata |
|        | Rellotge de sol de Ca la Reina                     | Argentona         | rellotge de sol    | Estil: arquitectura popular 19th century                                    | 41° 33′ 13″ N, 2° 23′ 59″ E / 41.553573°N,2.399857°E ca:C. Lladó, 22 92 msnm                                               | bé cultural d'interès local                | Rellotge de sol de Ca la Reina      | Modifica les dades a Wikidata |
|        | Santa Maria del Viver                              | Argentona         | capella            | Estil: arquitectura romànica 12nd century                                   | 41° 32′ 48″ N, 2° 24′ 26″ E / 41.546624°N,2.407253°E ca:Ctra. B-502 d'Argentona a Vilassar                                 | bé cultural d'interès local                |                                     | Modifica les dades a Wikidata |
|        | Torre de la Fàbrica Gutterman                      | Argentona         | torre              | Arquitecte: Josep Puig i Cadafalch Estil: arquitectura popular 20th century | 41° 32′ 12″ N, 2° 25′ 06″ E / 41.536702777778°N,2.4184222222222°E ca:Veïnat del Cros. Av. Molí de Les Mateves, s/n 50 msnm | bé cultural d'interès local                | Torre de la Fàbrica Gutterman       | Modifica les dades a Wikidata |
|        | Torre del Cros                                     | Argentona         | edifici industrial | Estil: modernisme català                                                    | 41° 32′ 26″ N, 2° 24′ 54″ E / 41.54057693481445°N,2.414997100830078°E ca:Av. Molí de les Mateves (Pol. Ind. del Cros)      |                                            |                                     | Modifica les dades a Wikidata |
|        | Tramvia Mataró-Argentona                           | Argentona Mataró  | línia de tramvia   |                                                                             | |                                            |                                     | Modifica les dades a Wikidata |
|        | Túnel de Parpers                                   | Argentona         | túnel              |                                                                             | 41° 34′ 50″ N, 2° 22′ 31″ E / 41.5804928011723°N,2.37520049349338°E                                                        |                                            |                                     | Modifica les dades a Wikidata |
|        | Urbanització Parc de la Font Picant                | Argentona         | urbanització       | Estil: arquitectura modernista 20th century                                 | 41° 32′ 49″ N, 2° 23′ 48″ E / 41.546944°N,2.396667°E ca:Ctra. A. Peix 100 msnm                                             | bé integrant del patrimoni cultural català | Urbanització Parc de la Font Picant | Modifica les dades a Wikidata |
|        | Verneda de Riudameia                               | Argentona         |                    |                                                                             | 41° 34′ 04″ N, 2° 21′ 39″ E / 41.56783°N,2.3608°E ca:Veïnat de Pins. Riera de Riudameia                                    |                                            |                                     | Modifica les dades a Wikidata |
|        | barraca de vinya                                   | Argentona         | barraca de vinya   | 19th century                                                                | 41° 34′ 10″ N, 2° 24′ 33″ E / 41.56957°N,2.40907°E ca:Veïnat de la Pujada. Camí d'accés a Can Martí de la Pujada           |                                            |                                     | Modifica les dades a Wikidata |
|        | casa consistorial d'Argentona                      | Argentona         | casa consistorial  |                                                                             | 41° 33′ 19″ N, 2° 24′ 01″ E / 41.5553909°N,2.4002018°E                                                                     |                                            | Ajuntament d'Argentona              | Modifica les dades a Wikidata |
|        | la Pedrera                                         | Argentona         | pedrera            |                                                                             | 41° 32′ 42″ N, 2° 23′ 11″ E / 41.5450463277979°N,2.38639246309158°E                                                        |                                            |                                     | Modifica les dades a Wikidata |
|        | riera d'Argentona                                  | Dosrius Argentona | curs d'aigua       | Desemboca: mar Mediterrània Llarg: 10km                                     | 41° 35′ 56″ N, 2° 25′ 08″ E / 41.598981°N,2.419026°E 41° 31′ 10″ N, 2° 25′ 28″ E / 41.519505°N,2.424481°E                  |                                            | Riera d'Argentona                   | Modifica les dades a Wikidata |